# 霍安·霍尔克拉
霍安·霍尔克拉（西班牙語：Joan Jorquera，2000年7月14日—），西班牙男子跆拳道运动员，2022年世界跆拳道锦标赛男子63公斤级铜牌得主、2023年世界跆拳道锦标赛男子63公斤级铜牌得主。